# Johnny Kelly
Johnny Kelly (født 9. marts 1968 i Brooklyn) er en amerikansk musiker bedst kendt som tidligere trommeslager i gothic metal-bandet Type O Negative. Han er den nuværende trommeslager for Silvertomb, A Pale Horse Named Death, Kill Devil Hill, Danzig, og Quiet Riot.
Han bruger Pearl-trommer, Sabian-bækkener, Easton Ahead- og Attack-trommehoveder.